# Simone Beck
Simone „Simca“ Beck (* 7. Juli 1904 in der Normandie; † 20. Dezember 1991) war eine französische Autorin von Kochbüchern. Gemeinsam mit Julia Child und Louisette Bertholle schrieb sie „Mastering the Art of French Cooking“, das die US-amerikanische Küche und Esskultur nachhaltig beeinflusste.

## Leben
Von einigen wenigen Jahren abgesehen, in denen sie Buchbinderei lernte und für das Familienunternehmen arbeitete, spielte Kochkunst die maßgebliche Rolle in ihrem Leben. Bereits als junges Mädchen hatte sie Spaß daran, der Köchin zu helfen, die für die Familie kochte. 1922, als ihre erste Ehe in die Brüche ging, begann sie Unterricht am Le Cordon Bleu in Paris zu nehmen. Sie heiratete Jean Victor Fischbacher 1937, nutzte aber ihren Geburtsnamen für Veröffentlichungen.
Ihre professionelle Karriere als Köchin begann nach dem Zweiten Weltkrieg. Sie wurde Mitglied des Cercle des Gourmettes, einem exklusiven Klub weiblicher Gourmets. Louisette Bertholle regte sie an, ein französisches Kochbuch für Amerikaner zu schreiben. Gemeinsam mit Bertholle veröffentlichte sie im Jahre 1952 What's cooking in France?. Dem folgte Le pruneau devant le fourneau: Recettes de cuisine, das ebenfalls 1952 erschien. Es blieb Simone Becks einzige Publikation für den französischen Markt. 1949 lernte sie Julia Child kennen, mit der sie und Bertholle die Idee weiterverfolgten, ein Kochbuch für den nordamerikanischen Markt zu schreiben. Der erste Band erschien erst 1961, wurde aber auf Grund von Julia Childs TV-Show The French Chef zu einem großen Verkaufserfolg. Der zweite Band folgte 1970. An diesem Band war Louisette Bertholle nicht mehr beteiligt.
Bertholle, Child und Beck unterhielten für einige Jahre eine Kochschule mit dem Namen L’École des trois gourmandes in Paris, die vor allem Amerikanern die französische Kochkunst näher bringen sollte. Die Kochschule bestand bis in die späten 1970er Jahre. In den 1970er Jahren veröffentlichte Simone Beck in den USA mehrere Kochbücher, die sie unabhängig von Julia Child schrieb. Ihre Autobiografie und ihr letztes Kochbuch erschienen 1991.